# Хрістіан Ґаєр
Хрістіан Ґаєр (нім. Christian Geyer; нар. 12 квітня 1964) — колишній німецький тенісист.
Найвищу одиночну позицію світового рейтингу — 154 місце досяг 15 жовтня 1990, парну — 253 місце — 15 листопада 1993 року.

## Титули на челленджерах

### Одиночний розряд: (1)
| Ранг | Рік  | Турнір           | Покриття | Суперник     | Рахунок  |
| ---- | ---- | ---------------- | -------- | ------------ | -------- |
| 1.   | 1990 | Салоніки, Греція | Тверде   | Генрік Гольм | 7–6, 6–3 |